# Матющенко, Игнат Тимофеевич
Игнат Тимофеевич Матющенко — советский хозяйственный, государственный и политический деятель, Герой Социалистического Труда.

## Биография
Родился в 1913 году в Харьковской области. Член КПСС.
С 1930 года — на хозяйственной, общественной и политической работе. В 1930—1977 гг. — десятник в строящемся Днепропетровском зерносовхозе, десятник, начальник участка на Красногорском заводе имени Ленина в тресте «Славянскпромстрой», начальник участка особой строительно-монтажной части на строительстве заводов боеприпасов № 850 и авиабомб № 880 в Башкирской АССР, на руководящих должностях в системе «Главхимстрой», заместителем управляющего трестом «Сумхимпромстрой», управляющий строительно-монтажным трестом «Ставропольхимстрой» Министерства промышленного строительства СССР, начальник территориального объединения «Ставропольпромстрой».
Указом Президиума Верховного Совета СССР от 5 апреля 1971 года присвоено звание Героя Социалистического Труда с вручением ордена Ленина и золотой медали «Серп и Молот».
Делегат XXI съезда КПСС.
Почётный гражданин города Невинномысска.
Умер в Ставрополе в 1991 году.